# Pierre-Yves Moign
Pierre-Yves Moign est un compositeur français, né à Brest le 5 septembre 1927 et mort dans cette ville le 18 mars 2013.

## Biographie
Il naît à Brest en 1927. Il suit les classes d'écriture au Conservatoire national supérieur de musique de Paris où il obtient son Premier prix de contrepoint en 1952.
Sa première œuvre jouée en public fut la musique de scène du premier spectacle du mime Marcel Marceau en 1948. Dès 1952, il s'intéresse aux musiques traditionnelles et créer des ensembles musicaux : Son ha koroll en 1955 avec lequel il réalise 3 disques chez Barclay et passe à l'Olympia (Paris) (émission Musicorama), avec les fameux Kabalerien il enregistre également des disques dès 1961 (au Chant du Monde notamment) et fait, jusqu'en 1972, plusieurs tournées de concerts à travers l'Europe et participe à des émissions de radio et de télévision. À partir de 1963, il étudie la pédagogie musicale et plus particulièrement les méthodes actives qu'il met en pratique dans ses cours et dans la chorale créée par lui en 1969, War Hentou Breiz, qui accueille enfants et jeunes gens. En tant que compositeur, il réalise en quelques semaines à Plouguerneau Dasson Breizh une rhapsodie pour ensemble de cordes, haroe et piano, exécutée pour la première fois en décembre 1973 par l'orchestre du Concervatoire de Brest.
Il mène parallèlement une carrière de compositeur, écrivant pour toutes sortes d'ensembles vocaux et instrumentaux et composant de nombreuses pièces pour la harpe celtique et pour l'enseignement musical. C'est lui qui, plus récemment, réalise l'orchestration des œuvres de Didier Squiban, notamment la symphonie Bretagne (2000) et la symphonie Iroise (2004). De 1978 à 1999, il dirige le Centre Breton d'Art Populaire, fondé à Brest à son initiative. À côté de l'école de musique traditionnelle, il organise spectacles et concerts dont les « Rencontres Arts traditionnels et société contemporaine », le « Carrefour des pays celtiques » ainsi que de nombreux concours de musique. Il est décoré de l'ordre de l'Hermine en 2004.

## Compositions
Pour solistes, chœur et orchestre
- Gwerz Morvan (35 min), sur un texte bilingue (breton/français) de Youenn Gwernig Salaun ar Foll (25 min), sur un poème français de Paol Keineg (1981, commande des Tombées de la nuit)

Pour orchestre symphonique
- Légendaire pour le roi Arthur (16 min), 1978 (commande du Festival de Cornouaille)
- Un den hag ar mor (un homme et la mer) (15 min)
- Gradlon meur ou Is la ville engloutie (16 min)

Pour ensemble de cordes
- Dasson Breizh (16 min)
- Les heures de Rohan (90 min)

Musique de scène pour
- Mort avant l'aube (1948)
- Gurvan de Tanguy Malmanche (1974)
- Nominoë Oe ! de Jakez Riou (1976)
- Iseult Seconde de P.-J. Helias (1979)
- Le Barzaz Breiz (1975)

Musique de chambre
- Septuor pour flûtes, hautbois, clarinette, saxophone, cor, basson (1975)
- Trois pièces brèves pour quintette de cuivres
- Trois poèmes gallois pour 2 pianos (1985)
- Jenovefa, comédie musicale sur des dialogues de Glenmor (1954)

Pièces pour harpe celtique
- An dro da selaouin (danse à écouter - 1982)
  - Petite gwerz (1983)
  - Thème et variations Gwerz an Ananoun (1983)
  - Deux An Dro superposés (1983)

## Discographie
- Son ha koroll, Barclay - 86030 et 86031, 1957
- Chants Celtiques par Dunvel ar Benn et les Kabalerien, Le chant du monde - LDY 4217, 1961
- Ar Gabalerien, 45t, Mouëz Breiz - 45106, 1963
- Les ballets populaires de Rennes, Polydor - 45580, 1964
- Kabalerien - ensemble populaire de Bretagne , Iroise - 2575, 1967
- War hentou Breizh, Iroise - 30118

## Vidéographie
- France 3 a produit deux émissions de télévision sur Pierre-Yves Moign : 
  - Une émission, en 1979, réalisée par François Tajet, sur son action et son œuvre
  - Une émission, en 1985, réalisée par Pierre Le Flao, sur les Trois poèmes gallois pour 2 pianos, avec deux pianistes britanniques, Martin Jones et Richard Mac Mahon.